# Larabanga-moskeen
Larabanga-moskeen er en en moske af den såkaldt sudanesiske type i landsbyen Larabanga i Ghana. Moskeens alder er ukendt.
Moskeen kom i 2002 på en liste over truede monumenter som følge af skader, der far opstået efter en uheldig restaurering i 1970'erne. Desuden var en af minareterne kollapset efter en storm i 2000. Finansselskabet American Express har derpå doneret $50.000 til ny restaurering baseret på lokal arbejdskraft og traditionelle håndværkertraditioner.
9°13′N 1°52′V / 9.22°N 1.87°V